# Meijin 1994
Il Meijin 1994 è stata la 19ª edizione del torneo goistico giapponese Meijin.

## Qualificazioni
|  | Quarti di finale  | Quarti di finale  | Quarti di finale |                 |                 | Semifinali      | Semifinali | Semifinali |  |  | Finale | Finale | Finale |  |
|  |                   |                   |                  |                 |                 |                 |            |            |  |  |        |        |        |  |
|  | Hideyuki Fujisawa | Hideyuki Fujisawa | 0                |                 |                 |                 |            |            |  |  |        |        |        |  |
|  | Hideyuki Fujisawa | Hideyuki Fujisawa | 0                |                 |                 |                 |            |            |  |  |        |        |        |  |
|  | Shoji Hashimoto   | Shoji Hashimoto   | 1                |                 |                 |                 |            |            |  |  |        |        |        |  |
|  | Shoji Hashimoto   | Shoji Hashimoto   | 1                |                 | Shoji Hashimoto | Shoji Hashimoto | 0          |            |  |  |        |        |        |  |
|  |                   |                   |                  |                 | Shoji Hashimoto | Shoji Hashimoto | 0          |            |  |  |        |        |        |  |
|  |                   |                   | Hideki Komatsu   | Hideki Komatsu  | 1               |                 |            |            |  |  |        |        |        |  |
|  | Kunio Ishii       | Kunio Ishii       | Hideki Komatsu   | Hideki Komatsu  | 1               | 0               |            |            |  |  |        |        |        |  |
|  | Kunio Ishii       | Kunio Ishii       |                  |                 |                 |                 |            |            |  |  |        |        |        |  |
|  | Hideki Komatsu    | Hideki Komatsu    | 1                |                 |                 |                 |            |            |  |  |        |        |        |  |
|  | Hideki Komatsu    | Hideki Komatsu    | 1                |                 | Hideki Komatsu  | Hideki Komatsu  | 0          |            |  |  |        |        |        |  |
|  |                   |                   |                  |                 |                 |                 |            |            |  |  |        |        |        |  |
|  |                   |                   | Satoshi Kataoka  | Satoshi Kataoka | 1               |                 |            |            |  |  |        |        |        |  |
|  | Kaei Chin         | Kaei Chin         | Satoshi Kataoka  | Satoshi Kataoka | 1               | 0               |            |            |  |  |        |        |        |  |
|  | Kaei Chin         | Kaei Chin         |                  |                 |                 |                 |            |            |  |  |        |        |        |  |
|  | Shinichi Aoki     | Shinichi Aoki     | 1                |                 |                 |                 |            |            |  |  |        |        |        |  |
|  | Shinichi Aoki     | Shinichi Aoki     | 1                |                 | Shinichi Aoki   | Shinichi Aoki   | 0          |            |  |  |        |        |        |  |
|  |                   |                   |                  |                 | Shinichi Aoki   | Shinichi Aoki   | 0          |            |  |  |        |        |        |  |
|  |                   |                   | Satoshi Kataoka  | Satoshi Kataoka | 1               |                 |            |            |  |  |        |        |        |  |
|  | Tatsuaki Iwata    | Tatsuaki Iwata    | Satoshi Kataoka  | Satoshi Kataoka | 1               | 0               |            |            |  |  |        |        |        |  |
|  | Tatsuaki Iwata    | Tatsuaki Iwata    |                  |                 |                 |                 |            |            |  |  |        |        |        |  |
|  | Satoshi Kataoka   | Satoshi Kataoka   | 1                |                 |                 |                 |            |            |  |  |        |        |        |  |

|  | Quarti di finale | Quarti di finale | Quarti di finale |               |               | Semifinali    | Semifinali | Semifinali |  |  | Finale | Finale | Finale |  |
|  |                  |                  |                  |               |               |               |            |            |  |  |        |        |        |  |
|  | O Meien          | O Meien          | 1                |               |               |               |            |            |  |  |        |        |        |  |
|  | O Meien          | O Meien          | 1                |               |               |               |            |            |  |  |        |        |        |  |
|  | Kimio Yamada     | Kimio Yamada     | 0                |               |               |               |            |            |  |  |        |        |        |  |
|  | Kimio Yamada     | Kimio Yamada     | 0                |               | O Meien       | O Meien       | 0          |            |  |  |        |        |        |  |
|  |                  |                  |                  |               | O Meien       | O Meien       | 0          |            |  |  |        |        |        |  |
|  |                  |                  | Norio Kudo       | Norio Kudo    | 1             |               |            |            |  |  |        |        |        |  |
|  | Yoshio Ishida    | Yoshio Ishida    | Norio Kudo       | Norio Kudo    | 1             | 0             |            |            |  |  |        |        |        |  |
|  | Yoshio Ishida    | Yoshio Ishida    |                  |               |               |               |            |            |  |  |        |        |        |  |
|  | Norio Kudo       | Norio Kudo       | 1                |               |               |               |            |            |  |  |        |        |        |  |
|  | Norio Kudo       | Norio Kudo       | 1                |               | Norio Kudo    | Norio Kudo    | 0          |            |  |  |        |        |        |  |
|  |                  |                  |                  |               |               |               |            |            |  |  |        |        |        |  |
|  |                  |                  | Masaharu Sato    | Masaharu Sato | 1             |               |            |            |  |  |        |        |        |  |
|  | Yasumasa Hane    | Yasumasa Hane    | Masaharu Sato    | Masaharu Sato | 1             | 0             |            |            |  |  |        |        |        |  |
|  | Yasumasa Hane    | Yasumasa Hane    |                  |               |               |               |            |            |  |  |        |        |        |  |
|  | Masaharu Sato    | Masaharu Sato    | 1                |               |               |               |            |            |  |  |        |        |        |  |
|  | Masaharu Sato    | Masaharu Sato    | 1                |               | Masaharu Sato | Masaharu Sato | 1          |            |  |  |        |        |        |  |
|  |                  |                  |                  |               | Masaharu Sato | Masaharu Sato | 1          |            |  |  |        |        |        |  |
|  |                  |                  | Goro Miyazawa    | Goro Miyazawa | 0             |               |            |            |  |  |        |        |        |  |
|  | Kiyoshi Kosugi   | Kiyoshi Kosugi   | Goro Miyazawa    | Goro Miyazawa | 0             | 0             |            |            |  |  |        |        |        |  |
|  | Kiyoshi Kosugi   | Kiyoshi Kosugi   |                  |               |               |               |            |            |  |  |        |        |        |  |
|  | Goro Miyazawa    | Goro Miyazawa    | 1                |               |               |               |            |            |  |  |        |        |        |  |

|  | Quarti di finale | Quarti di finale | Quarti di finale |               |               | Semifinali    | Semifinali | Semifinali |  |  | Finale | Finale | Finale |  |
|  |                  |                  |                  |               |               |               |            |            |  |  |        |        |        |  |
|  | Shun Aragaki     | Shun Aragaki     | 1                |               |               |               |            |            |  |  |        |        |        |  |
|  | Shun Aragaki     | Shun Aragaki     | 1                |               |               |               |            |            |  |  |        |        |        |  |
|  | Shungo Goto      | Shungo Goto      | 0                |               |               |               |            |            |  |  |        |        |        |  |
|  | Shungo Goto      | Shungo Goto      | 0                |               | Shun Aragaki  | Shun Aragaki  | 0          |            |  |  |        |        |        |  |
|  |                  |                  |                  |               | Shun Aragaki  | Shun Aragaki  | 0          |            |  |  |        |        |        |  |
|  |                  |                  | Takaho Kojima    | Takaho Kojima | 1             |               |            |            |  |  |        |        |        |  |
|  | Michael Redmond  | Michael Redmond  | Takaho Kojima    | Takaho Kojima | 1             | 0             |            |            |  |  |        |        |        |  |
|  | Michael Redmond  | Michael Redmond  |                  |               |               |               |            |            |  |  |        |        |        |  |
|  | Takaho Kojima    | Takaho Kojima    | 1                |               |               |               |            |            |  |  |        |        |        |  |
|  | Takaho Kojima    | Takaho Kojima    | 1                |               | Takaho Kojima | Takaho Kojima | 0          |            |  |  |        |        |        |  |
|  |                  |                  |                  |               |               |               |            |            |  |  |        |        |        |  |
|  |                  |                  | Shuzo Awaji      | Shuzo Awaji   | 1             |               |            |            |  |  |        |        |        |  |
|  | O Rissei         | O Rissei         | Shuzo Awaji      | Shuzo Awaji   | 1             | 1             |            |            |  |  |        |        |        |  |
|  | O Rissei         | O Rissei         |                  |               |               |               |            |            |  |  |        |        |        |  |
|  | Yasutoshi Yasuda | Yasutoshi Yasuda | 0                |               |               |               |            |            |  |  |        |        |        |  |
|  | Yasutoshi Yasuda | Yasutoshi Yasuda | 0                |               | O Rissei      | O Rissei      | 0          |            |  |  |        |        |        |  |
|  |                  |                  |                  |               | O Rissei      | O Rissei      | 0          |            |  |  |        |        |        |  |
|  |                  |                  | Shuzo Awaji      | Shuzo Awaji   | 1             |               |            |            |  |  |        |        |        |  |
|  | Seido Ota        | Seido Ota        | Shuzo Awaji      | Shuzo Awaji   | 1             | 0             |            |            |  |  |        |        |        |  |
|  | Seido Ota        | Seido Ota        |                  |               |               |               |            |            |  |  |        |        |        |  |
|  | Shuzo Awaji      | Shuzo Awaji      | 1                |               |               |               |            |            |  |  |        |        |        |  |

## Torneo
- W indica vittoria col bianco
- B indica vittoria col nero
- X indica la sconfitta
- +R indica che la partita si è conclusa per abbandono
- +N indica lo scarto dei punti a fine partita
- +F indica la vittoria per forfeit
- +T indica la vittoria per timeout
- +? indica una vittoria con scarto sconosciuto
- V indica una vittoria in cui non si conosce scarto e colore del giocatore

| Giocatore       | H.O.  | C.C.  | M.T.  | N.Y.  | R.K.  | M.K. | M.S. | S.A.  | S.K.  | Risultato | Note                       |
| --------------- | ----- | ----- | ----- | ----- | ----- | ---- | ---- | ----- | ----- | --------- | -------------------------- |
| Hideo Otake     | –     | X     | X     | W+0,5 | X     | X    | B+R  | W+R   | X     | 3-5       | Retrocesso                 |
| Cho Chikun      | B+4,5 | –     | W+R   | B+2,5 | X     | B+R  | W+R  | X     | W+0,5 | 6-2       | Qualificato allo spareggio |
| Masaki Takemiya | W+R   | X     | –     | W+2,5 | B+R   | X    | B+R  | X     | X     | 4-4       |                            |
| Norimoto Yoda   | X     | X     | X     | –     | W+3,5 | X    | W+R  | X     | X     | 2-6       | Retrocesso                 |
| Rin Kaiho       | W+R   | B+R   | X     | X     | –     | W+R  | B+R  | W+2,5 | B+R   | 6-2       | Qualificato allo spareggio |
| Masao Kato      | B+R   | X     | B+4,5 | W+4,5 | X     | –    | W+R  | B+R   | W+1,5 | 6-2       |                            |
| Masaharu Sato   | X     | X     | X     | X     | X     | X    | –    | X     | X     | 0-8       | Retrocesso                 |
| Shuzo Awaji     | X     | W+0,5 | B+1,5 | W+R   | X     | X    | B+R  | –     | X     | 4-4       |                            |
| Satoshi Kataoka | W+R   | X     | W+8,5 | B+0,5 | X     | X    | W+R  | B+R   | –     | 5-3       |                            |

## Finale
La finale è stata una sfida al meglio delle sette partite ma le ultime tre non sono state giocate in quanto Koichi Kobayashi aveva già ottenuto le quattro vittorie necessarie ad aggiudicarsi il torneo.